# 1855 en architecture
| Années de l'architecture : 1852 - 1853 - 1854 - 1855 - 1856 - 1857 - 1858    |
| Décennies de l'architecture : 1820 - 1830 - 1840 - 1850 - 1860 - 1870 - 1880 |

Cet article présente les faits marquants de l'année 1855 en architecture.

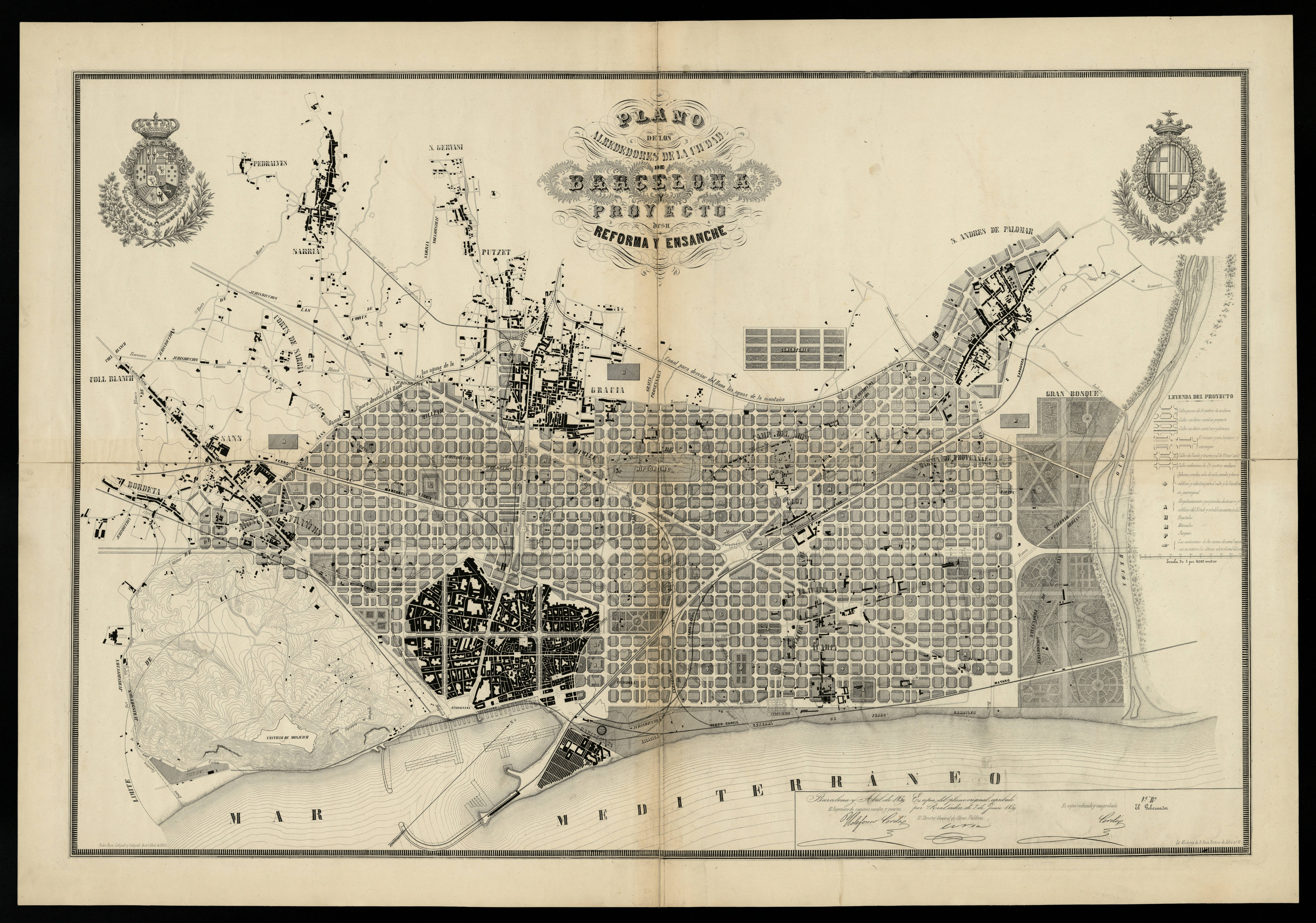
Plan d'extension de Barcelone par Cerdá.

## Réalisations
- Le palais d'Industrie est construit à Paris lors de l'Exposition universelle.
- Construction de l'Old Stone Church à Cleveland.
- Construction de la gare de Lyon à Paris par François-Alexis Cendrier. Une extension plus tardive, en 1900 viendra lui donner la façade sur la place Diderot et la tour de l'horloge.
- Inauguration de l'aqueduc de Mont-Saint-Pont (Belgique).

## Événements
- Décembre : une commission, à laquelle Cerdá participe, est constituée pour effectuer les travaux préparatoires au plan d'extension de Barcelone.
- L'architecte français Eugène Viollet-le-Duc publie son dictionnaire d'architecture (1854-1868).

## Récompenses
- Royal Gold Medal : Jacques Ignace Hittorff.
- Prix de Rome : Honoré Daumet.

## Naissances
- x

## Décès
- 3 mars : Robert Mills (° 12 août 1781).
- Martin-Pierre Gauthier (° 1790).
- Date précise inconnue : 
  - Paul Letarouilly, architecte, cartographe et graveur français (° 1795).